# كاف الغار
كاف الغار قرية مغربية شمال المملكة، تنتمي إلى إقليم تازة الساحلي، شرقي مدينة فاس، تضم بلدة كاف الغار 10.343 نسمة (إحصاء 2004).

## دواوير الجماعة
- أهل امالو
- أولاد إبراهيم
- الصمامدة
- الموهريين
- بني حماد